# Antiprisma

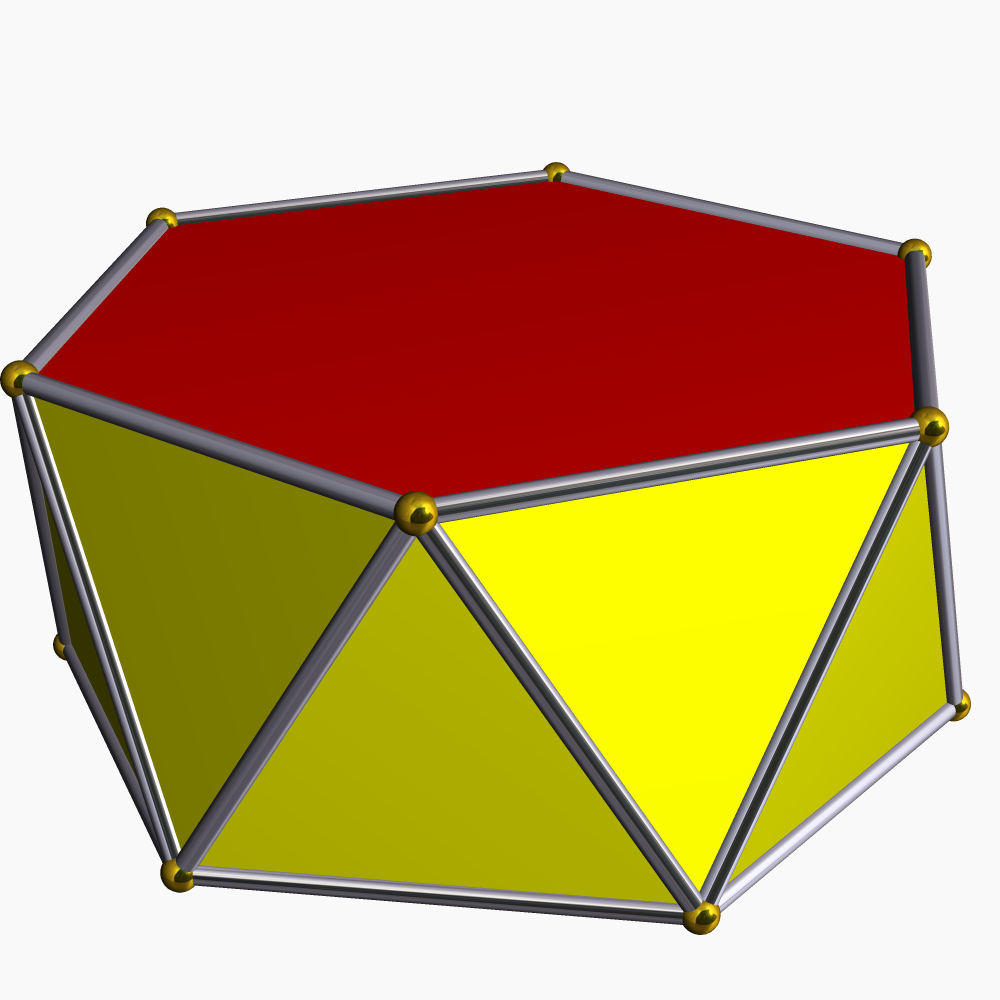
Ett hexagonalt antiprisma

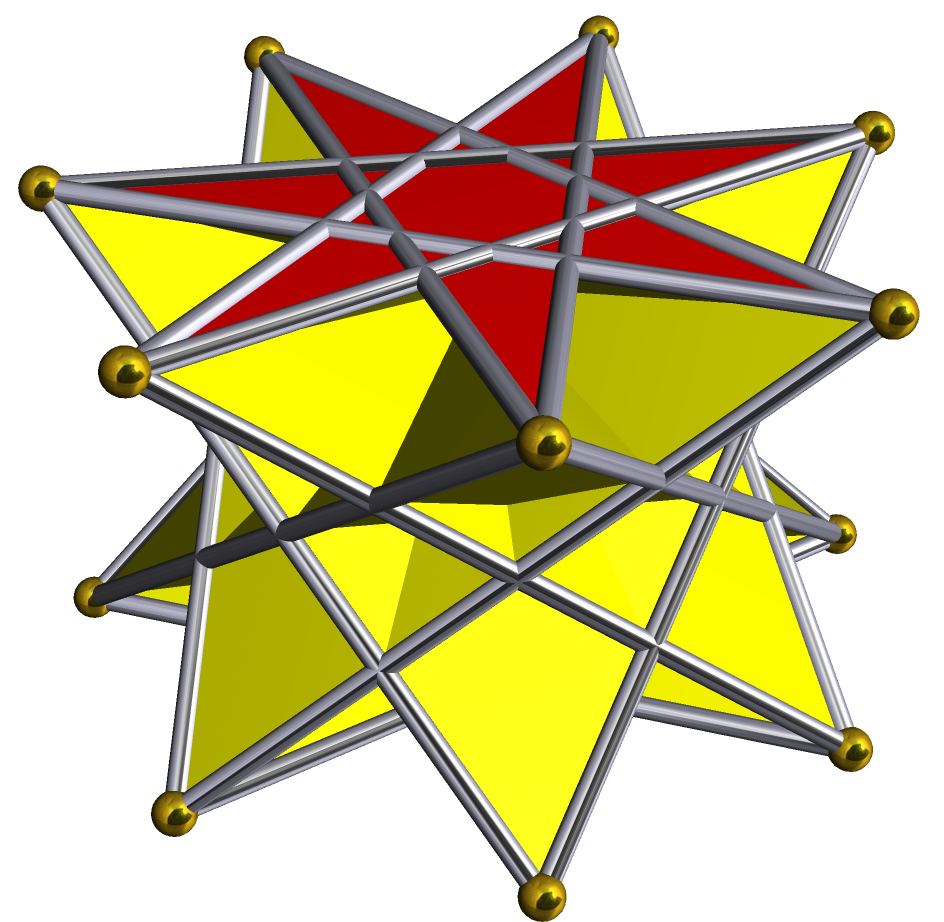
Ett stjärnantiprisma med 7 spetsar

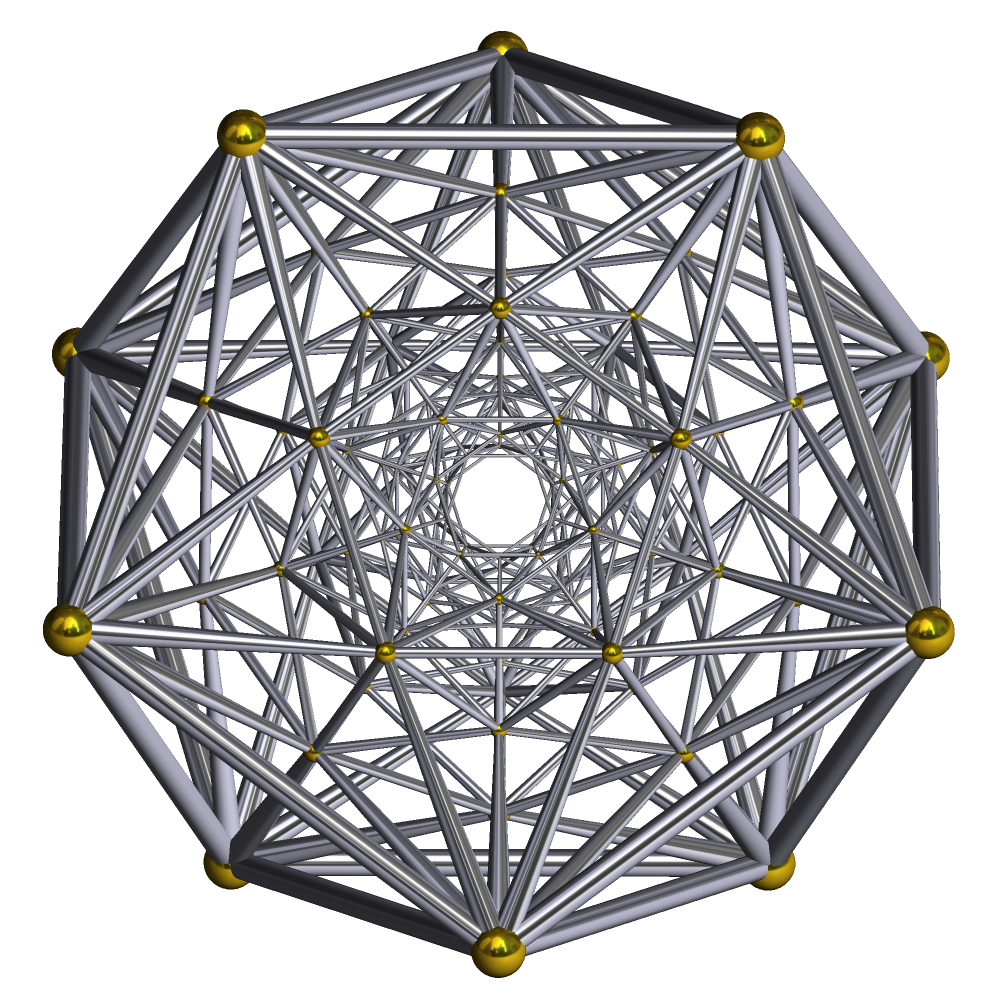
En grand antiprisma

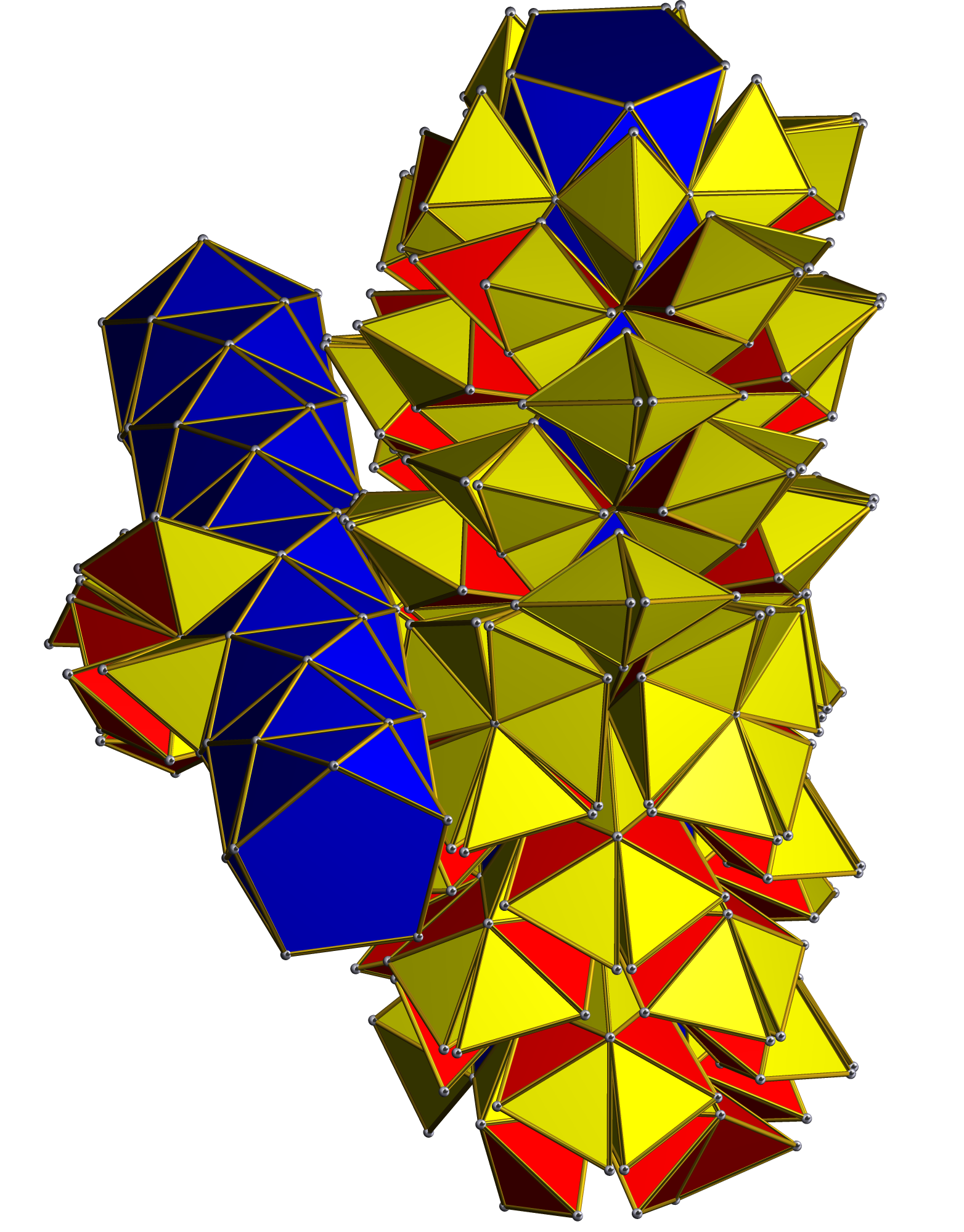
här ser man hur 200 gula tetraedrar har kontakt med ringarna av antiprismor samt de andra 100 gula tetraedrarna som bara har kontakt med andra tetraedrar.

Antiprisma är ett prisma (polyeder) där översta sidan är vriden 180/n grader i jämförelse med undersidan där n motsvarar antalet sidor av den polygon som finns på antingen under- eller översidan (över och undersidan har samma form). Detta resulterar i att de övriga sidorna formas som ett band av trianglar om man skulle veckla ut det.

## n-gonalt antiprisma
Ett n-gonalt antiprisma har förutom basytorna (övre och undersidan) 2n liksidiga trianglar till yta vilket bidrar till en oändlig serie av "vertex-enhetliga" polyedrar. (En polyeder är en 3D-struktur uppbyggd av enbart polygoner.) 
Undantaget är då n=2, då får man en vanlig oktaeder som ett vanligt triangelantiprisma. 
Johannes Kepler som levde i slutet av 1500-talet noterade att den duala polyedern till ett antiprisma är en trapetsoeder.

## Volym och mantelarea hos ett antiprisma
För att räkna ut volymen hos ett antiprisma används formeln:
{\displaystyle V={\frac {n{\sqrt {4\cos ^{2}{\frac {\pi }{2n}}}}}{12\sin ^{2}{\frac {\pi }{n}}}}a^{3}}
och mantelarean räknas ut med följande formel:
{\displaystyle A={\frac {n}{2}}\cot {\frac {\pi }{n}}+{\sqrt {3}}a^{2}}
där a är kantens längd och n antal sidor hos den polygon som finns hos antingen över- eller undersidan.

## Stjärnantiprisma
Det finns även stjärnantiprismor som är ett antiprisma med basen i form av en stjärna med d antal spetsar och sidorna bestående av g liksidiga trianglar.

## Grandantiprisma
Ett grand antiprisma är en avvikande "non-wythoffian" polygon som upptäcktes 1965 av Conway och Guy. Det är en enhetlig polygon med 320 sidor, 20 pentagonala antiprismor och 300 tetraedrar. 
Det har strukturen av 20 femkantiga antiprismor som sitter i två separata ringar som är vinkelräta mot varandra i en struktur som liknar ett duoprisma med 10 antiprismor i vardera ring. De 300 tetraederarna för samman de två ringarna. De kan delas upp i 3 grupper, 100 som har ytor mot ena ringen, 100 som har ytor mot den andra ringen och 100 som är centrerade vid den exakta mittpunkten.
Antiprismat är analogt med det tredimensionella prismat och det enda konvexa likformiga analoga antiprismat i fyra dimensioner.